# Azerbajdzjan
Azerbajdzjan (azerbajdzjanska: Azərbaycan), formellt Republiken Azerbajdzjan, alternativt Azerbajdzjanska republiken (Azərbaycan Respublikası), är en republik i sydöstra Kaukasien som geografiskt ligger till största del i Asien men med en liten landremsa i Europa. Förenta nationerna räknar Azerbajdzjan som ett västasiatiskt land, men politiskt ses landet ibland som europeiskt. Landet gränsar till Armenien, Georgien, Iran, Ryssland och Turkiet (den senare via exklaven Nachitjevan) samt har kust mot Kaspiska havet. Större städer är Baku, Ganja och Sumgait. Landet styrs som en diktatur av en familjedynasti.
Majoritetsbefolkningen i Azerbajdzjan kallas azerer, azerier eller azerbajdzjanturkar.

## Etymologi
Namnet Azerbajdzjan härstammar från medelpersiskans Āturpātākān i betydelsen "Eldens väktare" eller "Eldens boning". Den medelpersiska beteckningen övergick under medeltiden i nypersiskans Ādharbādhagān och till sist i Āzarbāydjān. På republikens officiella språk, azerbajdzjanska, heter landet Azərbaycan, vilket vid translitterering till svenska egentligen blir Azärbaycan. Den svenska stavningen Azerbajdzjan är kvar sedan den tid ryskan hade mer dominerande status i området.

## Historia

### Iranska statsbildningar
Klassamhället formades i Azerbajdzjan  i början av första årtusendet f.Kr. De första staterna i området var Mannai, Medien, Atropatene och Kaukasiska Albanien. Befolkningen talade olika iranska språk. Landet har hämtat sitt namn från persiskans āzar ("eld") och pāigān ("väktare") har med hänvisning till att en av de främsta zoroastriska eldarna brann i nuvarande Takht-e Soleiman. Under 700-talet erövrades landet av Umayyadiska kalifatet och området islamiserades.

### Turkiskans spridning
Under 900-talet började turkiska stammar flytta till området, och under seljukisk tid började dessa blandas med den iranska befolkningen, vilket resulterade i att större delen av nuvarande Azerbajdzjan var turkisktalande på 1600-talet under safaviderna. Landets officiella språk, azerbajdzjanska eller azeriska, är ett turkspråk, som var safavidernas modersmål.
Det finns ännu en minoritet i Azerbajdzjan som talar tati, ett iranskt språk, som talades av majoriteten av befolkningen före turkiskan.

### Regionens styre och namnvalet för den moderna republiken
Dagens republik Azerbajdzjan blev safavidiskt under början av 1500-talet och förblev så till början av 1800-talet då Ryssland avancerade söder om Kaukasus. Safaviderna styrde från Iran och införde shia-islam i området. Efter det rysk-persiska kriget 1804-1813 slöts i Gulistan ett fördrag som satte gränsen mellan Ryssland och Persien till floden Aras. År 1828 slöts en fred i Torkmanchay som åter stadfäste gränsen efter att Persien brutit det förra fredsfördraget och inlett det andra rysk-persiska kriget (1826-1828). Södra delen av det kulturella Azerbajdzjan är ett iranskt landskap (se vidare Azarbaijan). 

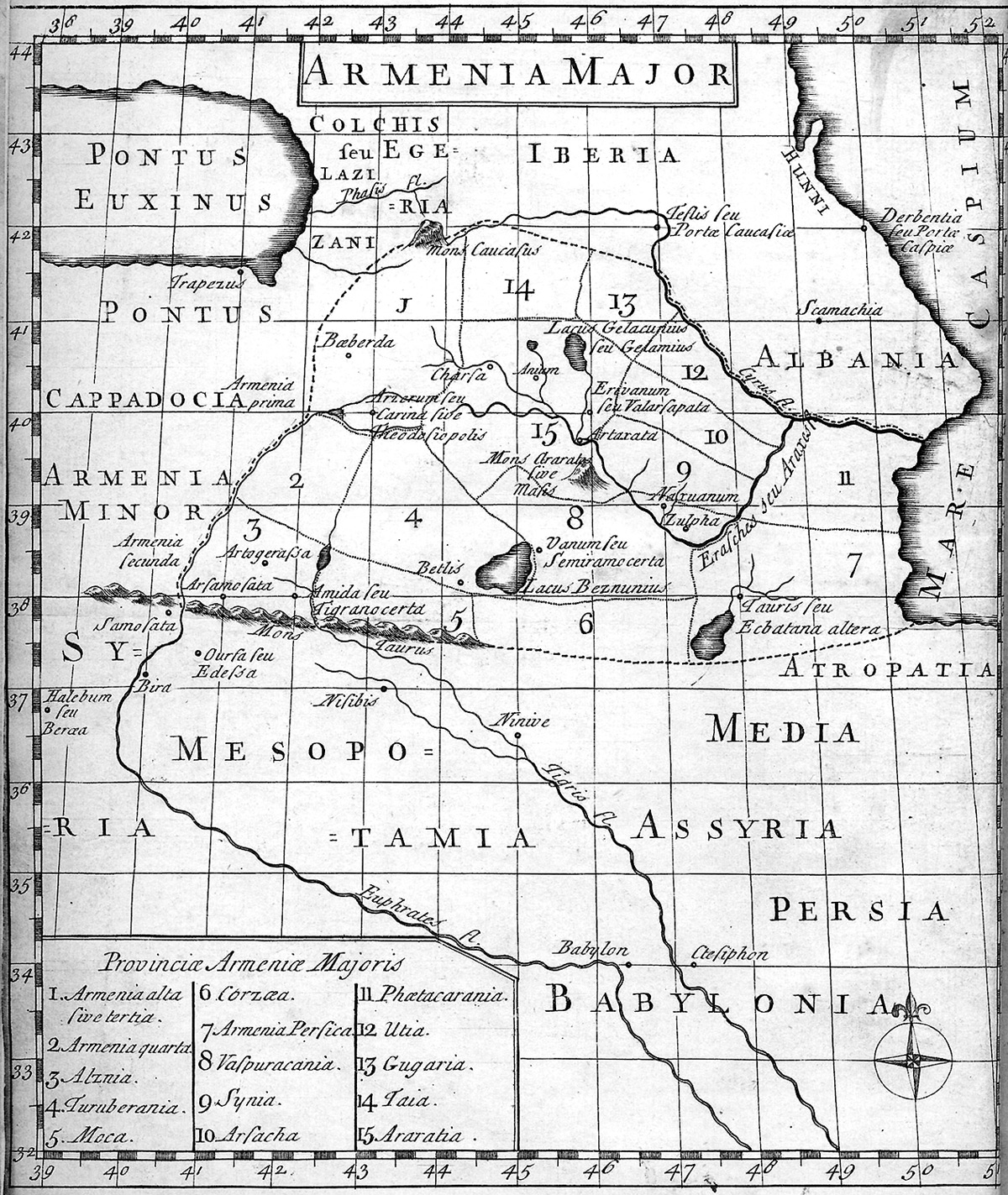
Karta över området under medeltiden, utgiven i London 1736.

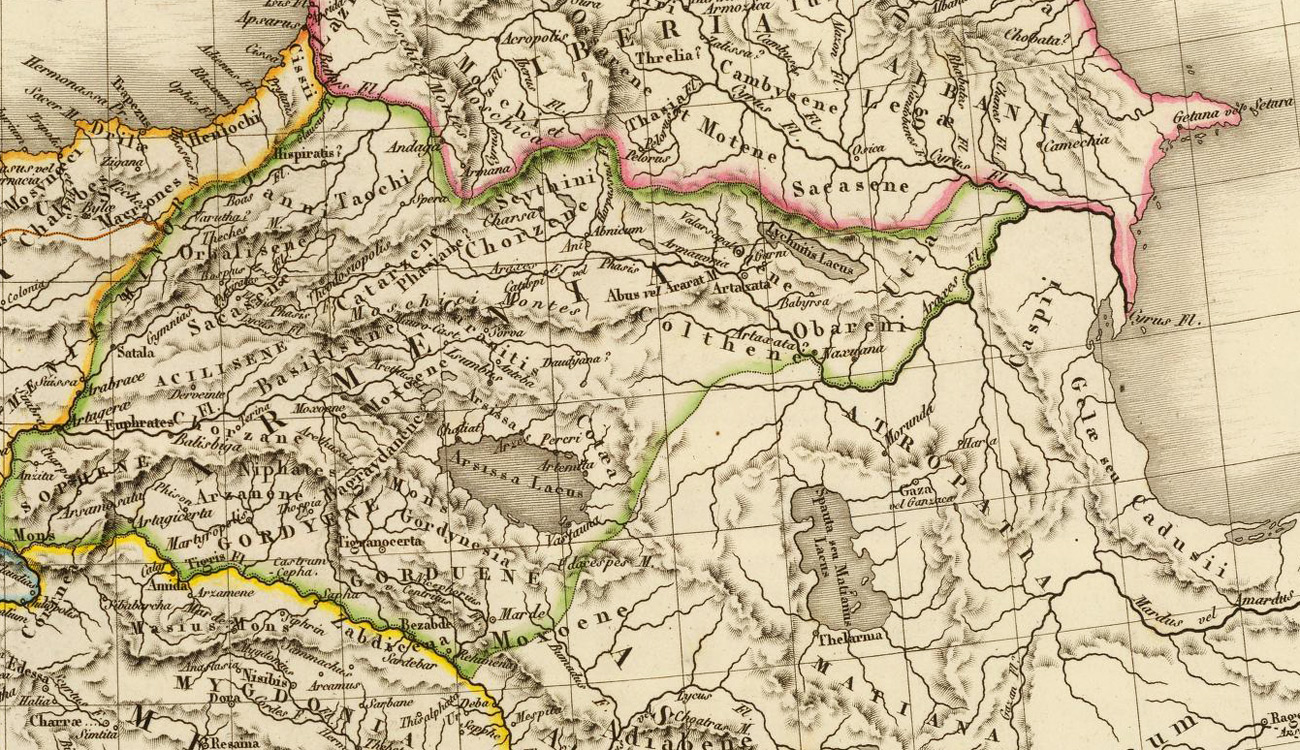
Karta över området i början av 1800-talet, utgiven i Paris 1822.

Det bör påtalas att namnvalet "Azerbajdzjan", vid utropandet av republiken 28 maj 1918 av allt att tyda var ett politiskt val och inte hade någon förankring i historisk bemärkelse. Före detta datum hade benämningen Azerbajdzjan (eller dess tidigare form "Atropatene"), aldrig använts för att geografiskt benämna områden norr om floden Aras. Dagens Azerbajdzjan har fram till 1918 istället varit känt som Albanien eller Kaukasiska Albanien. Albanien kom senare att splittras upp i olika delar och ersattes av bl.a. provinserna Shirvan och Aran. Fram till 1918 brukade man använda benämningar som ”muslimer”, ”kaukasiska turkar” eller den term som användes mest, nämligen ”tatarer” för dess invånare.
Valet av namnet Azerbajdzjan 1918 förargade regeringen i Persien (dagens Iran) som misstänkte att republiken inte var något annat än ett verktyg i de osmanska turkarnas planer för att så småningom även göra anspråk på den persiska provinsen Azarbaijan i Persiens nordvästra spets som angränsade till Turkiet och det nybildade Azerbajdzjan. Denna misstanke kunde även bekräftas i de osmanska ledarnas planer, bl.a. genom ett citat av den turkiske generalen Vehib pascha under förhandlingarna med Armenien. Historieprofessorn och orientalexperten Bert G. Fragner håller med sin kollega Tadeusz Swietochowski när denne hävdar att namnet Azerbajdzjan valdes med intentionen att på sikt göra anspråk på persiska Azarbaijan. Historikern och Främre orientexperten Igor M. Diakonoff skriver att dåtidens största muslimska politiska parti i Transkaukasus, Musavat-partiet, ”förlitade sig på att Persien skulle upplösas totalt under denna period och hoppades att, på ett enkelt sätt, kunna annektera iranska Azarbaijan. Fram till 1900-talet kallade förfäderna till dagens azerier sig för Turk medan ryssarna kallade dem för tatarer.” Även Nationernas förbund (föregångaren till dagens FN), avslog den nya republikens medlemsansökan och förklarade att beslutet bland annat baserades på följande: 

…[Azerbajdzjan] verkar aldrig tidigare ha utgjort en stat, men istället alltid varit en del av större statsbildningar som det mongoliska eller det persiska och sedan 1813, Ryska imperiet. Namnet Azerbajdzjan som valts för den nya republiken är också namnet på den angränsande persiska provinsen.

### Erövring av Röda armén
Den norra delen av det historiska landet styrdes efter ryska revolutionen först av armeniska bolsjeviker och dasjnaker. Den 28 maj 1918 blev landet självständigt (från Transkaukasiska demokratiska federativa republiken) och världens första republik med muslimsk majoritetsbefolkning grundades (Azerbajdzjanska Folkrepubliken). Även kvinnlig rösträtt infördes. Regeringen, ledd av M. EE. Rasulzade, arbetade hårt för att lösa ekonomiska och andra problem och bygga upp en fungerande försvarsmakt. Trots alla dessa ansträngningar existerade republiken endast i två år. Röda armén invaderade den 28 april 1920 huvudstaden Baku och landet införlivades med Sovjetunionen.

### Sovjetstyret
Landet var mellan 1922 och 1936 en del av den transkaukasiska sovjetrepubliken och blev efter detta Azerbajdzjanska SSR. Sovjetstyret gick hårt åt den azeriska kulturen. Bland annat revs många moskéer och kollektiviseringen av jordbruket var mycket hårdför. Befolkningspolitiken var också brutal mot befolkningen, då hundratusentals azerbajdzjaner på 1930- och 1940-talet tvingades att lämna sina hem i Armenien och Nagorno-Karabach till följd av Josef Stalins politik.

### Nationalism
I och med den politiska osäkerheten i Sovjet i slutet av 1980-talet började nationalistiska strömningar återuppliva den etniska konflikten mellan azerer och armenier. Detta ledde till att det armenier-dominerade området Nagorno-Karabach sattes direkt under den sovjetiska centralregeringens styre, något som dock inte erkändes av vare sig den armeniska lokalbefolkningen eller Armeniens regering.

### Självständighet
I slutet av 1980-talet tog självständighetsrörelsen i Azerbajdzjan fart, precis som i de flesta andra sovjetrepubliker. I början av 1990 valde centralregeringen i Moskva att slå ner denna huvudsakligen fredliga rörelse militärt under så kallade Svarta januari, vilket ledde till civilas död och avgjorde Azerbajdzjans slutliga utträde ur Sovjetunionen. I samband med Sovjetunionens upplösning blev det före detta sovjetiska Azerbajdzjan återigen självständigt den 30 augusti 1991. Nagorno-Karabach inkluderades då som ett autonomt område inom Azerbajdzjan, vilket inte erkändes av den armeniska regeringen vilket förklarade området vara armeniskt.

### Konflikten om Nagorno-Karabach
Konflikten om enklaven Nagorno-Karabach (härlett från ryskans nagorny, "bergigt") går tillbaka till perioden efter första världskriget, närmare bestämt 1918 då de tre republikerna Armenien, Azerbajdzjan och Georgien utropade sig som självständiga från det ryska imperiet. I ett högst heterogent Kaukasus som bestod av en mosaik av olika etniska grupper, uppkom flera territoriella dispyter mellan de tre nya staterna. 

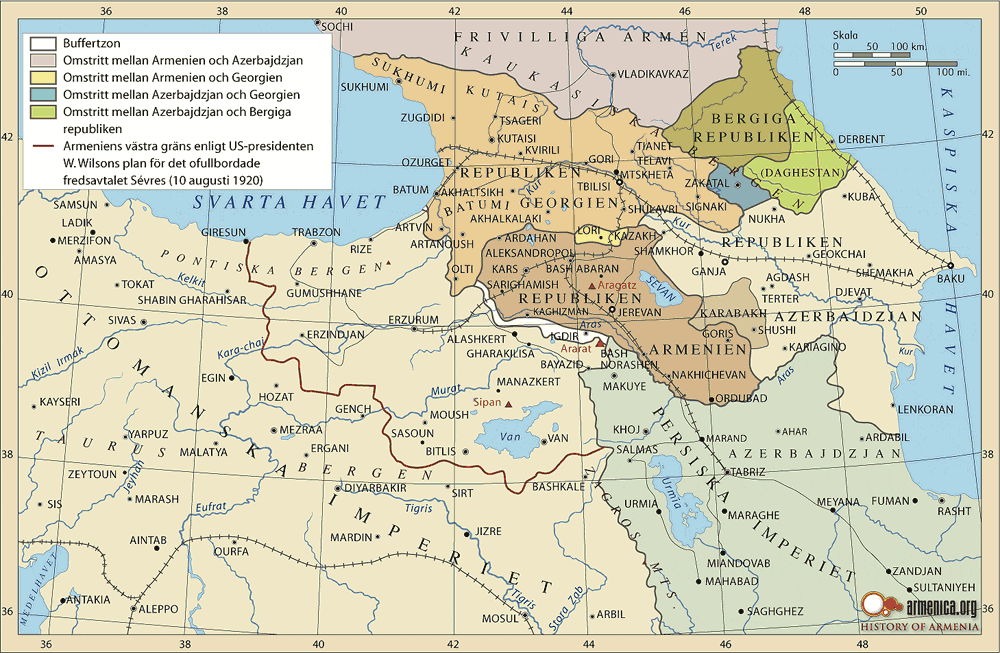
Territoriella dispyter i Kaukasus 1918

Som direkt följd av den dåtida, ungturkiska ledningens planer på att förena det osmanska imperiet med dess turkiska kusiner i Centralasien (den s.k. panturkiska drömmen, som var ett av grundskälen till armeniska folkmordet) uppmanade man ledarna i Baku att göra anspråk på de armeniskbefolkade regionerna Nachitjevan, Zangezur (azeriska: Zängäzur) och Nagorno-Karabach. Detta skulle skapa en landkorridor mellan Osmanska imperiet och republiken Azerbajdzjan och bana väg att för ytterligare expansion till andra turkisktalande folk i Centralasien. Dock möttes man av armeniska protester i respektive områden och mynnade så småningom ut i regelrätt krig mellan Armenien och Azerbajdzjan, vilket slutade med armenisk kontroll över samtliga områden. Dock gick man med på att invänta på ett officiellt utslag från den pågående fredskonferensen i Paris. Under tiden skulle Karabach, under brittisk översyn, kvarstå under azerisk suveränitet.
Men snart invaderades alla tre republikerna av Röda armén och införlivades i det blivande Sovjetunionen. Frågan om gränsdragningarna i Kaukasus blev en angelägen fråga för ledningen i Moskva och i synnerhet för Josef Stalin, dåtida sovjetkommissarie för nationaliteter. Den 12 juni 1921 tog Kommunistpartiets byrå i Kaukasus upp frågan till debatt och beslöt att ”baserat på deklarationen från Revolutionära kommittén i Socialistiska sovjetiska republiken Azerbajdzjan och i enlighet med överenskommelse mellan Armeniska SSR och Azerbajdzjanska SSR, deklareras härmed att Bergiga Karabach från och med nu är en del av Armeniska SSR.” Azerbajdzjans representant vid mötet varnade att förlusten av Karabach skulle kunna orsaka antisovjetisk aktivitet i Azerbajdzjan men det påverkade knappast kommissionens rekommendation. Kommunistpartiets byrå möttes åter för att granska kommissionens rekommendationer och en gång för alla lösa de territoriella konflikterna i Transkaukasus. Den 4 juli bestämde byrån, med majoritetsröst, att överföra Karabach till Armeniska SSR. Även Josef Stalin var närvarande vid mötet men deltog inte i debatten. Man känner inte till detaljerna i vad Stalin sagt, men efter att mötet avslutats ska han i ett slutet och hemligt möte inför byråmedlemmarna ha yppat sin åsikt angående beslutet att överföra Nagorno-Karabach till Armeniska SSR. Dagen efter, utan vare sig överläggning eller formell omröstning kungjorde byrån följande uttalande:
Med hänsyn till nödvändigheten av nationell fred mellan muslimer och armenier och med hänsyn till de ekonomiska banden mellan övre [bergiga] och lägre Karabach samt dess permanenta band med Azerbajdzjan, ska Bergiga Karabach kvarstå inom Azerbajdzjanska SSR:s gränser, få bred regional autonomi med administrativt centrum i Sjusja och bli en autonom region.

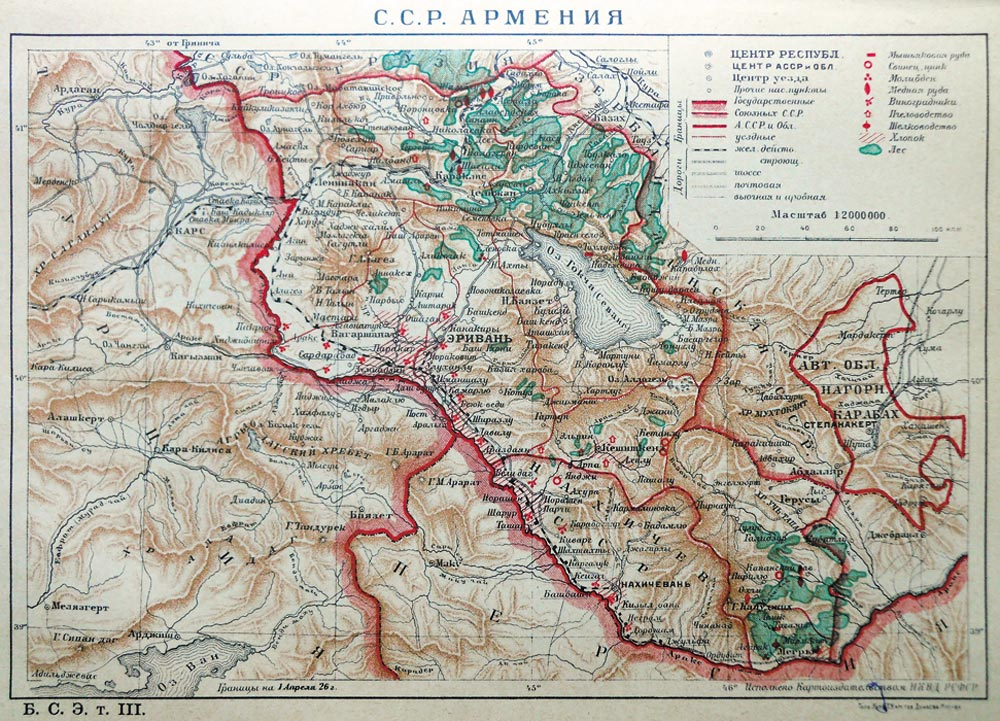
Gränserna för Armenien och Karabach enligt Sovjet encyclopedia 1926

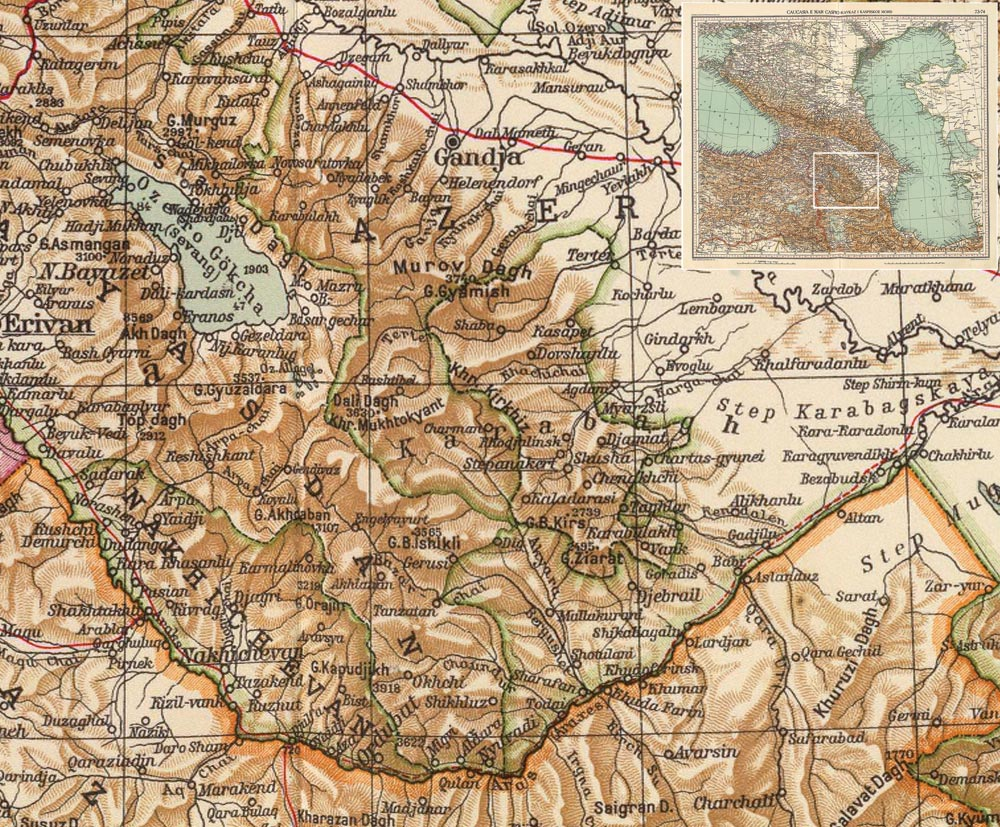
Armeniens och Karabchs gränser ur en kartbok från 1929

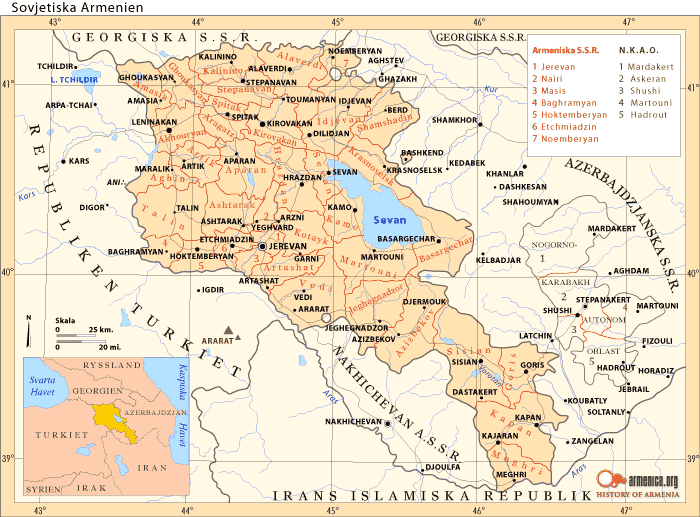
Armeniska SSR och enklaven Nagorno-Karabach med den av Stalin skapade Latchin-korridoren samt gemensamma gränsen mellan Turkiet och Nachitjevan.

Läget blev mer eller mindre så under Sovjettiden fram till 1980-talet då Gorbatjov lanserade sin policy för perestrojka (ombyggnad och ekonomiska reformer) och glasnost (öppenhet och yttrandefrihet). Denna uppluckring av det starkt auktoritära sovjetiska styret blev den katalysator som olika undertryckta konflikter och frågor i Sovjetunionen behövde för att utlösas på nytt. Karabach-befolkningens krav på återförening med Armeniska SSR och med påföljande demonstrationer var de allra första i sitt slag i Sovjetunionen. Den folkliga rörelsen nådde sin höjdpunkt när Karabachs Sovjet för folkets representanter (motsvarigheten till parlament), den 20 februari 1988, med siffrorna 110 mot 17, röstade för ett krav på överföring av regionen till Armenien. Detta var utan motstycke regional sovjet i Sovjetunionens historia, men fullt enlighet med Sovjetunionens konstitution, närmare bestämt artikeln om rätten till utträde. Beslutet förde ut tiotusentals demonstranter, både i Stepanakert och i Jerevan, men Moskva beslutade så småningom att avslå Karabachs krav på återförening (23 mars). Svaret på dessa krav inne i Azerbajdzjan blev brutala dåd, utförda den 26 februari 1988 av azeriska nationalister i Sumgait, den tredje största staden i Azerbajdzjan och dess näst största industristad vid Kaspiska havet. Armeniska individer attackerades i sina hem, på sina jobb och på gatorna. Den hätska förföljelsen av armenier pågick under två dagar utan att de azeriska auktoriteterna gjorde det minsta ingrepp. Enligt officiella siffror miste minst 32 personer (26 armenier och 6 azerier) livet innan sovjetiska trupper satte stopp för blodbadet. Efter händelserna i Sumgait blev en fredlig överföring av Karabach till Armenien omöjlig.
Snart inträffade ännu fler armeniska massakrer (Kirovabad, 1988 och Baku, 1990). Pogromer och ömsesidiga trakasserier av respektive minoritet ledde till att både Armenien och Azerbajdzjan tömdes på sina respektive minoritetsgrupp. Den väpnade konflikten eskalerade snart till regelrätt krig som utkämpades fram till 12 maj 1994 då ett avtal om eldupphör undertecknades mellan parterna. Då hade kriget krävt uppemot 30 000 liv medan uppemot en miljon människor hade tvingats bort från sina hem (cirka 300 000 armenier samt uppemot 700 000 azerier). 
Sedan dess har Minskgruppen inom Organisationen för säkerhet och samarbete i Europa (OSSE) försökt att medla fram en varaktig fred - dock utan framgång. Under åren har flera olika förslag till lösning av konflikten, men varken Armenien eller Azerbajdzjan har accepterat dessa förslag som tillfredsställande.
Frustrationen över bristande framsteg i fredsprocessen har utmynnat i ökad spänning vid frontlinjen som orsakat många dödsfall, främst på grund av prickskyttar. I april 2016 eskalerade situationen vilket ledde till krig. Stridigheterna varade i fyra dagar med slutligen Azerbajdzjansk seger. Det var första gången på 24 år som Azerbajdzjan återtog delar av Karabach. 
Den 27 september 2020 bröt konflikten ut igen, vilket är ett fortsättningskrig mellan samma parter. Striderna räknas som de största sedan 2016. Armenien har anklagat Turkiet för inblandning i konflikten genom att ha skickat 4 000 soldater till Azerbajdzjan. FN-experter framför att de har fått många rapporter om att Azerbajdzjan med hjälp av Turkiet rekryterat legosoldater från Syrien för strid i området. Den 6 november 2020 avancerade azerbajdzjanska styrkor till en ny ståndpunkt som var cirka tre - fyra kilometer från Sjusja. Den 8 november 2020 meddelade Azerbajdzjan att de hade intagit staden. Armenien däremot hävdade motsatsen. Måndagen den 9 november 2020 medgav de styrande i Nagorno-Karabach att deras näst största stad Sjusja hade intagits av azeriska styrkor. Ett eldupphöravtal skrevs på och trädde i kraft efter midnatt natten mot tisdagen den 10 november 2020. En rysk fredsbevarande styrka på 1 960 personer har upprättat en korridor mellan Armenien och Nagorno-Karabach uppger ryska försvarsdepartementet. Turkiet ska också delta i det fredsbevarande uppdraget enligt Azerbajdzjans president Ilham Äliyev, något som förnekas av Armenien. Avtalet innebär att Armenien drar sig ur de viktiga buffertzonerna som finns mellan Nagorno-Karabach och Armenien. Detta innebär också att den självutropade republiken (kallad Artsach av armenierna) skulle ha blivit en isolerad ö om inte en, av ryssarna bevakad korridor hade upprättats till Armenien. Avtalet innebär att Azerbajdzjan får tillbaka merparten av de områden som landet förlorade till armenierna på 1990-talet. Sedan stridigheterna inleddes 2020 uppskattas omkring 5000 soldater på vardera sida ha blivit dödade. Efter kriget har azeriska soldater åtalats för att ha halshuggit civila och skändat gravar 

### Instabil pseudodemokrati
Efter självständighetsförklaringen blev ordföranden i det azerbajdzjanska kommunistpartiet, Gejdar Alijev, vald till president 1993. Alijev hade en klart dominerande civilpolitisk ställning, som vid hans död 2003 övertogs av sonen Ilham Aliyev; de val som hållits om presidentposten har hårt kritiserats av internationella valobservatörer. Azerbajdzjan har även plågats svårt av inrikesstridigheter mellan olika politiska grupper (framför allt mellan nationalister och kommunister) och landets politiska situation har tidvis varit mycket instabil. Det ökade auktoritära styret utmynnade under 2013 och 2014 i en rad arresteringar av demokratikämpar och förespråkare för mänskliga rättigheter. Europaparlamentet har påtalat den politiska försämringen och föreslagit att man ska införa riktade sanktioner mot regeringen i Baku. Krav på sanktioner har även väckts av högt uppsatta amerikanska statstjänstemän, bland andra av den f.d. amerikanska ambassadören i Azerbajdzjan, Richard Kauzlarich. Även USA:s president, Barack Obama, påpekade detta när han, under sitt tal i FN, nämnde Azerbajdzjan som ett exempel på länder där "lagen gör det extremt svårt för ideella organisationer att ens verka."

## Geografi

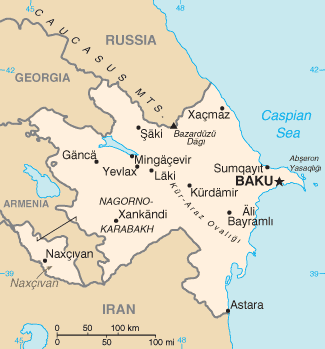
Engelskspråkig karta över Azerbajdzjan

### Topografi
Azerbajdzjans nordgräns domineras av bergskedjorna i Stora Kaukasus, där den högsta punkten, Bazardjuzi, når 4 466 meter över havet. Området är känt för sin naturskönhet med bergsryggar, djupa floddalar och hög seismisk aktivitet, vilket medför risk för jordbävningar. Ett annat bergsområde är Lilla Kaukasus i sydväst, där topparna når upp till 3 900 meter över havet. Resten av landet utgörs främst av lågländer under 400 meter över havet (40 %) samt områden mellan 400 och 1 500 meter (50 %). De största lågländerna ligger längs Kaspiska havets kust och kring floden Kura och dess biflod Aras.

### Hydrografi
Den största sjön är Mingäçevirreservoaren, en reservoar anlagd på landets längsta flod, Kura (1 515 kilometer lång, räknat från dess källor i Turkiet). 

### Klimat
I mellersta och östra Azerbajdzjan råder ett torrt subtropiskt klimat, med milda vintrar och varma somrar där juli medeltemperaturen ligger mellan 25 och 30 °C. Den sydöstra delen av landet har ett fuktigare klimat som liknar Medelhavets, med en årlig nederbörd på omkring 1 300 mm, främst under de kalla månaderna. De lägst belägna områdena präglas av stäpp- eller halvökenklimat.

## Styre och politik

### Författning och styre
Azerbajdzjan är officiellt en demokratisk republik, men presidentämbetet innebär mycket stor makt. 
Utrikespolitiska institutet (UI) beskriver landet som en diktatur.  Valen i landet är hårt kritiserade av internationella valobservatörer. Presidentposten har sedan landets självständighet innehafts i tio år av Gejdar Alijev för att vid dennes död 2003 i praktiken ärvas av hans son Ilham Alijev. Den politiska situationen är mycket instabil; dels på grund av konflikten med Armenien angående området Nagorno-Karabach, dels på grund av inrikes stridigheter mellan olika politiska grupper (framför allt mellan nationalister och kommunister).

### Administrativ indelning
Azerbajdzjan är indelat i 59 distrikt (rayonlar) och 11 städer (şəhərlər) samt den autonoma republiken (muxtar respublika) Nachitjevan, som är uppdelad i sju distrikt och en stad.

### Politik
Azerbajdzjan hade år 2015 fler politiska fångar än Ryssland och Vitryssland tillsammans och hamnade på plats 162 av 180 i en granskning av pressfriheten i olika länder.
Den azerbajdzjanska regeringen under president İlham Aliyev förblir ytterst auktoritär och visar inga tecken till att mjukna, trots upprepade protester från en rad internationella organisationer. Efter hårt kritiserade parlamentsval 2015 och 2020 har regeringen fortsatt att fängsla oppositionella och tysta kritiska medier.

### Försvar
Azerbajdzjan antog 2010 en försvarsdoktrin som fokuserar på konflikten med Armenien om Nagorno-Karabach. ”Den armeniska ockupationen av azerbajdzjanskt territorium” lyfts fram som det viktigaste hotet mot landet. Samtidigt har regeringens talespersoner upprepade gånger låtit förstå att om inte en politisk lösning av denna konflikt kan ske återstår bara ett militärt alternativ. Mellan 2009 och 2012 fördubblades Azerbajdzjans försvarsbudget. Korruptionen inom försvarsmakten är emellertid omfattande, och ökade anslag betyder i Azerbajdzjan inte alltid ökad militär förmåga.

## Ekonomi och infrastruktur
Under 1990-talet var Azerbajdzjans ekonomi helt förstörd efter Sovjetunionens fall. Kriget mot Armenien försvårade situationen ännu mer, men det dröjde inte länge innan landets oljeindustri kom igång. Ökande intressen från internationella oljebolag ledde till att landet började utvecklas, tack vare sina naturtillgångar.
Azerbajdzjans ekonomiska tillväxt har ökat kraftigt på senaste tid. Azerbajdzjan exporterar 430 000 fat olja per dag och räknas som en av Europas största oljeexportörer. Oljeinkomsterna fördelas emellertid ojämnt inom befolkningen och detta har lett till att landet har hög arbetslöshet och utbredd fattigdom. Korruptionen i landet orsakar stora problem för ekonomin, speciellt i skattesystemet och detta har lett till fattigdom. Men efter regeringens stora reformer under 2008 har korruptionen minskat med 23 % jämfört med 2005. Den höga inflationen i landet tvingade regeringen att införa nya manat som designades av Euro-designern Robert Kalina. 
Azerbajdzjan har samma problem med att övergå från planekonomi till marknadsekonomi som flera andra tidigare sovjetrepubliker, men den inrikespolitiska osäkerheten och konflikten med Armenien är ytterligare hinder i utvecklingen. Under 2007/2008 toppade Azerbajdzjan Världsbankens rankning gällande ekonomisk utveckling med en ökning på 11 %

### Näringsliv
Näringslivet i Azerbajdzjan kretsar kring utvinning av olja och naturgas. Sedan oljan upptäcktes på 1800-talet och en oljeindustri utvecklades med stöd av utländska investeringar, bland annat från familjerna Nobel och Rothschild, har denna resurs varit avgörande för landets ekonomiska och sociala utveckling. Under den ryska och sovjetiska eran utgjorde oljan en betydande exportvara och inkomstkälla. Särskilt under 1970-talets globala oljekriser bidrog intäkterna till att förlänga livslängden på den stagnerande sovjetiska planekonomin.
Efter självständigheten har Azerbajdzjans rika tillgångar på olja och naturgas återigen väckt intresse från regionala aktörer som Ryssland, Turkiet och Iran samt från internationella oljebolag. Eftersom oljeindustrin historiskt har drivits av utländska aktörer och den lokala arbetskraften haft begränsad teknisk och industriell utbildning, förväntas beroendet av utländska investeringar fortsätta. Landets starka koppling till oljeindustrin gör ekonomin sårbar för globala prisförändringar. För att minska detta beroende har Azerbajdzjan, i samarbete med Internationella valutafonden (IMF) och Världsbanken, etablerat en oljefond med syfte att främja investeringar i andra sektorer.

#### Jordbruk
Jordbruk och boskapsskötsel har gynnsamma förutsättningar, särskilt på slätterna runt floden Kura och vid kusten längs Kaspiska havet. Den begränsade mängden nederbörd innebär dock att odlingarna är beroende av konstbevattning, och det uppskattas att cirka tre fjärdedelar av den odlade marken bevattnas på detta sätt. Spannmål, ris, frukt, te, tobak och bomull utgör de huvudsakliga produkterna inom jordbruket.

#### Energi och råvaror
Azerbajdzjan har stora tillgångar på mineraler samt olja och naturgas. Landets ekonomi har länge präglats av oljeutvinning, som startade redan på 1800-talet. De huvudsakliga resurserna utvinns i Kaspiska havet, där prospekteringar visar att området har omfattande naturgasfyndigheter, även om oljereserverna är mindre än tidigare uppskattat. Landets geografiska läge skapar dock utmaningar för att transportera oljan till användare i Västeuropa. Pipeline-system kopplar Baku till olika oljehamnar vid Svarta havet.
Utöver detta bryts järn, koppar och molybden, tillsammans med mineraler som alunit, svavelkis och stensalt. Större delen av mineralutvinningen sker i Apsjeronregionen.

### Handel
Under 1800- och 1900-talen var Azerbajdzjans handel starkt knuten till Ryssland och Sovjetunionen, med ett särskilt fokus på de sydkaukasiska grannländerna Armenien och Georgien, som länge varit stora mottagare av landets olja och energi. Efter självständigheten har dock Ryssland, Turkiet, USA och Italien blivit de viktigaste handelspartnerna, medan handeln med Armenien och Georgien har minskat i omfattning. Azerbajdzjans export domineras av olja och naturgas men omfattar även maskiner, diamanter och livsmedel. Importen består främst av maskiner, oljeprodukter och olika livsmedel.

### Infrastruktur

#### Transporter
Historiskt sett har Kaspiska havet spelat en central roll som transportled för Azerbajdzjan, särskilt tack vare dess koppling till floden Volga. Landet har även järnvägs- och flygförbindelser med Moskva och flera andra större ryska städer, samt med huvudstäderna i de sydkaukasiska grannländerna, Jerevan och Tbilisi. År 2010 omfattade landets järnvägsnät cirka 2 900 kilometer och vägnätet omkring 26 480 kilometer.

## Befolkning

### Demografi

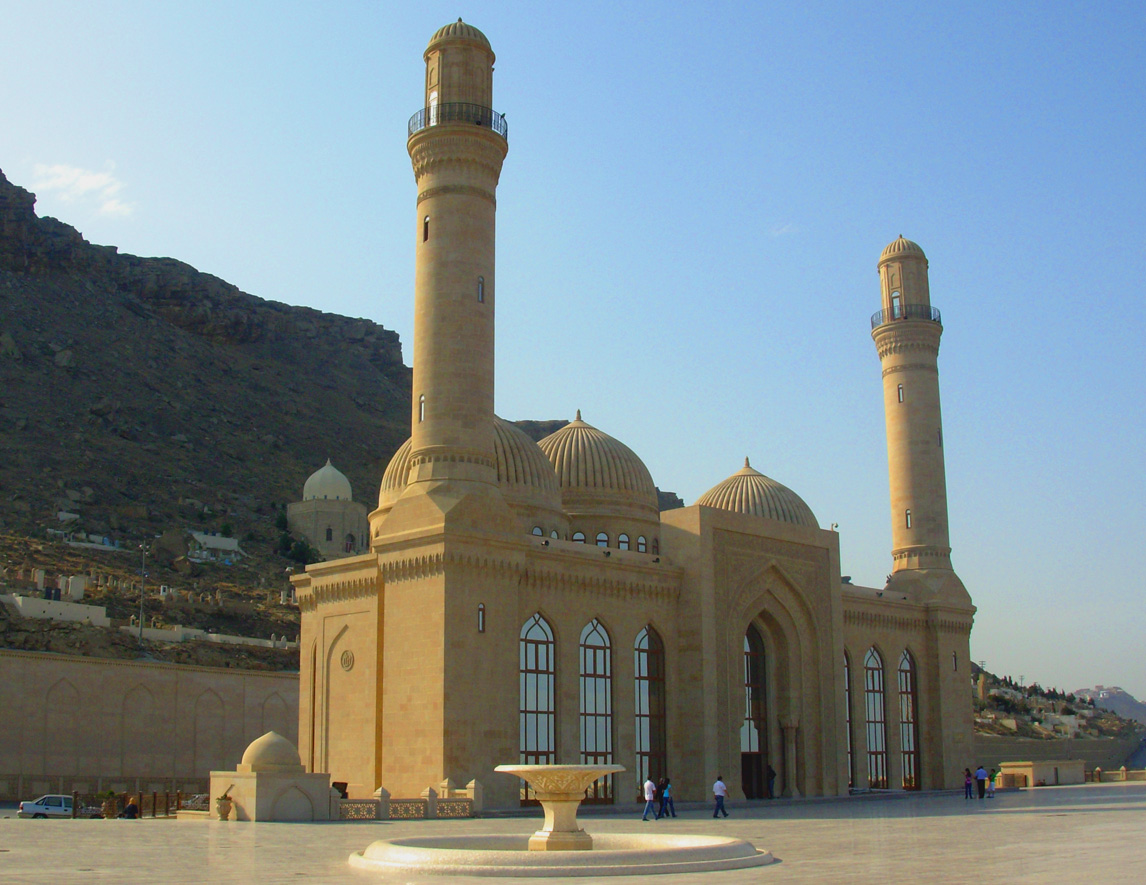
Bibi Heybat-moskén i Baku

#### Urbanisering
Den genomsnittliga befolkningstätheten är 98 invånare per km². Det tätast befolkade området är Apsjeronhalvön, medan vissa svårtillgängliga bergsområdet har betydligt lägre folktäthet, då omkring 51 procent av befolkningen bor i städer, av vilka en fjärdedel i huvudstaden Baku. 

#### Migration
Azerbajdzjan har 9 411 800 invånare. Denna siffra är emellertid osäker på grund av de många internflyktingarna och Nagorno-Karabachs oklara status och invånarantal.
Enligt UNHCR flydde 360 000 armenier från Azerbajdzjan mellan åren 1988-93. Detta skedde som en följd av pogromer, etniskt rensning och som en konsekvens av kriget i Nagorno-Karabach.

### Religion
Cirka 95 procent av befolkningen är muslimer (av dessa är 85 procent shia- och 15 procent sunnimuslimer). De största kristna trossamfunden är de rysk-ortodoxa (3,8 procent 1998) och armenisk-apostoliska kyrkorna. Den sistnämnda (med 2,3 procent) finns enbart i Nagorno-Karabach.

## Kultur

### Konstarter

#### Musik och dans

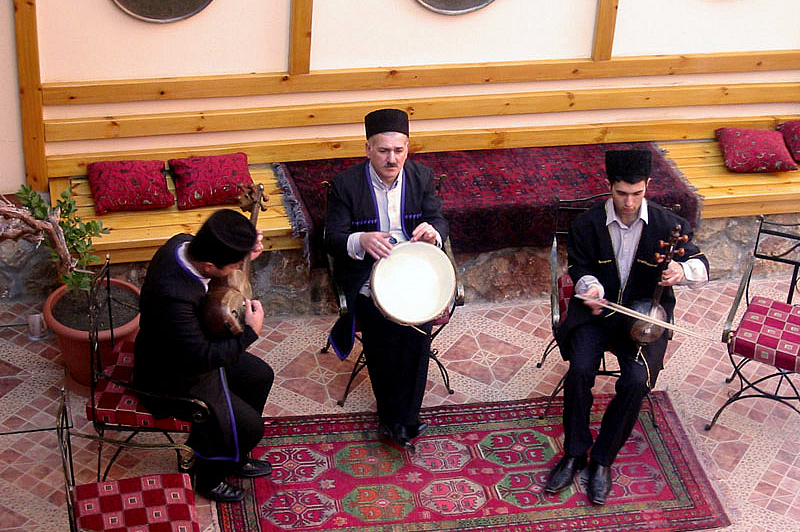
Azeriska musiker.

Azerbajdzjansk musik innefattar olika stilar med ursprung i musik från Kaukasien, Centralasien och Iran. Azerbajdzjansk musik har också mycket gemensamt med den armeniska och persiska musiken. Den klassiska azerbajdzjanska musiken är muğam, som vanligen är en uppsättning av poesi med instrumentala mellanspel. Azerisk muğam inbegriper musikalisk improvisation. Alim Qasimov är den främste muğamsångaren i Azerbajdzjan. Han har släppt nio album och har haft konserter i bl.a. USA, Frankrike, Storbritannien, Tyskland, Belgien, Spanien, Brasilien och Iran.
En annan azerisk musikstil är meyxana. Bland traditionella musikinstrument märks stränginstrumenten tar, kamantja, oud och saz, blåsinstrumentet balaban, trummorna ghaval och naghara, samt zurna, garmon, tutek, daf och dhol. Asjig är resande poeter som sjunger, spelar saz och berättar historier. De mest kända azeriska musikerna är jazzsångerskan Aziza Mustafa Zadeh och hennes far Vagif Mustafa Zadeh, vilka är ganska populära internationellt i jazzkretsar.
År 2008 deltog Azerbajdzjan i Eurovision Song Contest för första gången. Elnur Hüseynov & Samir Javadzadeh blev utvalda med låten "Day After Day", som i finalen slutade på en åttonde plats. Året efter var de tillbaka igen, den här gången med svensk-iranska Arash & azerbajdzjanska AySel som slutade på tredje plats i finalen med låten "Always". År 2010 återkom de till Oslo, den här gången med den svenskskrivna låten "Drip Drop" framför av azerbajdzjanska Safura. Låten skrevs av bland annat Anders Bagge. I finalen 2010 slutade landet på femte plats. Azerbajdzjan vann 2011 års upplaga av Eurovision Song Contest med låten "Running scared" som framfördes av Eldar Qasımov och Nigar Dzjamal. Den 57:e upplagan av Eurovision Song Contest 2012 ägde rum den 22, 24 och 26 maj 2012 i Baku, Azerbajdzjan.
Hösten 2008 debuterade landet i Eurovision Dance Contest. Det blev en femte plats av totalt 14. Det beslutades att Azerbajdzjan skulle arrangera denna tävling 2009, men på grund av lågt deltagarintresse blev den uppskjuten ett år framåt, för att sedan bli uppskjuten igen, den här gången på obestämd framtid.

## Internationella rankningar
| Organisation                                | Undersökning                   | Rankning   |
| ------------------------------------------- | ------------------------------ | ---------- |
| Heritage Foundation/The Wall Street Journal | Index of Economic Freedom 2019 | 60 av 180  |
| Reportrar utan gränser                      | Pressfrihetsindex 2019         | 166 av 180 |
| Transparency International                  | Korruptionsindex 2023          | 154 av 180 |
| FN:s utvecklingsprogram                     | Human Development Index 2018   | 87 av 189  |